# فتح‌آباد (خاتون‌آباد)
فتح‌آباد، روستایی در دهستان خاتون‌آباد از توابع بخش مرکزی شهرستان شهربابک در استان کرمان است.